# Vilariño de Conso
Vilariño de Conso is een gemeente in de Spaanse provincie Ourense in de regio Galicië met een oppervlakte van 200,2 km². Vilariño de Conso telt 586 inwoners (1 januari 2016).